# Drepanogynis rakotobe
Drepanogynis rakotobe är en fjärilsart som beskrevs av Pierre E.L. Viette 1972. Drepanogynis rakotobe ingår i släktet Drepanogynis och familjen mätare. Inga underarter finns listade i Catalogue of Life.